# 詹姆斯·漢尼根
詹姆斯·漢尼根（1971年7月23日—）是一位屢獲殊榮的英國電影、電視和電子遊戲作曲家，為《哈利波特遊戲》、《魔戒遊戲》、《終極動員令系列》、《銀河飛將》、《戰鎚》和《死亡空间系列》等遊戲作曲。

## 獎項
漢尼根的作品曾被五度提名英国电影和电视艺术学院的獎項，而他為《主题乐园世界》創作的音樂亦於2000年獲頒電子藝術獎。於2010年，漢尼根為《哈利·波特与“混血王子”》創作的音樂被提名英国电影和电视艺术学院的獎項，並獲得國際電影音樂評論協會的獎項。

## 公眾和媒體亮相
詹姆斯·漢尼根會定期出席一些電台訪問，並已經被英國廣播公司訪問了很多次，其中包括英國廣播公司廣播4台的節目《前排》（Front Row）和《點擊》（Click On），並且曾出現於《開發》（Develop）、 《音頻媒體》（Audiomedia）、《分辨率》（Resolution）、《音樂之聲》（Music Sound）等雜誌上。於2010年，漢尼根出現於湯姆·胡佛的書《原聲音樂國度：採訪今天的電影、視頻遊戲和電視評分中的頂級專業人仕》。

## 出版書刊
於2004年，漢尼根為英國雜誌《開發》寫了一篇名為《改變我們的調子》的文章。漢尼根在文章中道出了遊戲和傳統媒體的一些差異。在接受記者獨立採訪時，漢尼根指出現代的遊戲音樂的受歡迎程度與傳統音樂和電影相同。

## 公開表演
於2007年10月22日，倫敦皇家節日音樂廳中的電玩交響音樂會中演奏了漢尼根的音樂作品合集《歡迎來到霍格沃茨》。
而漢尼根知名的命令与征服：红色警戒3音樂《蘇維埃進行曲》則於2009年9月26日在悉尼娛樂中心中的幻想曲之夜演奏會中由傑出交響樂團演出。
於2010年10月28日，一個漢尼根作品演奏會於英國聖瑪麗教堂中舉辦。作為2010年GameCity節日的一部分，此演奏會中的樂團演奏了《哈利·波特与死亡圣器 上》的主題曲、命令与征服：红色警戒3的背景音樂、邪惡天才的遊戲音樂等。
於2012年6月29日，湯米·皮爾遜於英國電影和電視藝術學院的節目《與作曲家對話》中，在皇家阿爾伯特音樂廳的埃爾加套房中訪問了漢尼根。

## 外部連結
- 詹姆斯·漢尼根官方網站
- James Hannigan在互联网电影资料库（IMDb）上的資料（英文）
- 訪問詹姆斯·漢尼根 （页面存档备份，存于）—www.reviewgraveyard.com